# 何正璋
何正璋（1927年—1991年），男，上海人，中华人民共和国纺织科技和管理专家，曾任中华人民共和国纺织工业部副部长，中国纺织工程学会理事长。